# أحمد بدر
أحمد بدر هو لاعب كرة الماء مصري، ولد في 1 مايو 1977.

## وصلات خارجية
- أحمد بدر على موقع أرشيف الشارخ.
- أحمد بدر على موقع الاتحاد الدولي للسباحة (الإنجليزية)
- أحمد بدر على موقع اللجنة الأولمبية الدولية (الإنجليزية)
- أحمد بدر على موقع أوليمبيديا (الإنجليزية)